# Posel (kniha)
Posel (v anglickém originále The Messenger) je v pořadí čtvrtý román australského spisovatele Markuse Franka Zusaka, autora slavného bestselleru Zlodějka knih. Tento román se stal stejně jako Zlodějka knih mezinárodním bestsellerem. Román byl poprvé vydán nakladatelstvím Pan MacMillan v roce 2002 v Sydney. U nás byla kniha vydána nakladatelstvím Argo až v roce 2012. Za tuto knihu získal Markus Zusak řadu ocenění, například The Children’s Book Council of Australia za rok 2003, Německou cenu za literaturu pro mládež 2007. Kniha je rozdělena do pěti částí.

## Děj
Představte si, že vám jednoho dne začnou do dopisní schránky chodit hrací karty se zašifrovanými úkoly – máte vstoupit do života úplně cizím lidem a najít způsob, jak jim pomoci v jejich nelehkém osudu. Nevíte, kdo vám karty posílá ani proč si vybral zrovna vás. Jasné je jenom to, že ví o každém vašem kroku a nenechá vás na pokoji, dokud sám nebude chtít přestat. Má vás zkrátka v hrsti. Přesně v této situaci se ocitá Ed Kennedy, devatenáctiletý taxikář, který až doposud dělil svůj čas mezi kamarády Marva, Ritchieho a Audrey (do které je beznadějně zamilovaný), věrného psa Portýra, hraní karet a svou práci, a má pocit, že se už na nic dalšího nezmůže. Ed na svých záchranných misích schytá spoustu bizarních výprasků, ale s každým úkolem roste jeho schopnost poradit si se vším sám a také vědomí, co musí udělat, aby jeho život za něco stál. Vyprávění vás upoutá situačním humorem a trefnými komentáři dospívajícího hrdiny.
Kennedy se živí jako taxikář. Nemá žádné cíle a nikdo od něj nic závratného nečeká. Všechno se změní, když se Ed společně se svými kamarády Marvem, Ritchiem a Audrey ocitne uprostřed přepadení banky. Ed celou situaci zachrání, když lupiči sebere pistoli a nechá ho zatknout místní policií. O přepadení v bance vyjde poté v novinách pár článků a Edovi po pár dnech přijde do schránky hrací karta – kárové eso. Jsou na ní napsané tři adresy. Nejprve si myslí, že to poslali jeho kamarádi, ale ti to nebyli. Ed tedy neví, kdo kartu poslal, ani co s ní má dělat.
Po dlouhém zvažování se nakonec rozhodne, že zajede na první adresu. Zde na něj čeká nepříjemné překvapení, kdy vidí, že muž znásilňuje svou ženu. Smutný a rozčarovaný odchází domů. Je mu ale jasné, že situaci, která se stala před jeho očima, musí vyřešit. Mezitím se podívá i na ostatní adresy, kde zjišťuje, že problémy na ostatních místech nejsou tak tragické jako situace na adrese první.
Na druhé adrese bydlí stará žena, která myslí na svého zesnulého manžela a potřebuje přítele. Na poslední adrese se Ed setkává s mladou dívkou, která běhá ve starých tretrách, které jí mají přinést štěstí, ale ona nakonec díky Edovi spatřuje to největší štěstí v běhu naboso. Po úspěšném vyřešení situace na druhé a třetí adrese, se vrací na adresu první, kde problém vyřeší úspěšně také. Károvým esem to ale nekončí.
Edovi za pár dní doručí dva neznámí muži domů další kartu – křížové eso. Tentokrát na kartě nejsou napsány adresy, ale věta Odříkej modlitbu při kamenech domova. Po rozluštění hádanky Ed disponuje dalšími třemi jmény, které potřebují jeho pomoc. Jedná se o dva bratry, kněze a chudou paní, která má malou dceru. Křížovým esem opět nic nekončí. Na Eda ještě čekají jména na pikovém esu, kde se Ed setká mj. s rodinou Tatupuových a srdcové eso, které mu odkrývá problémy všech jeho přátel. Nejprve Ed pomáhá Ritchiemu, poté Marvovi a svou lásku Audrey si nechává nakonec.
Po překonání problémů svých přátel čeká na Eda ještě poslední karta – žolík. Ed zjišťuje, že adresa, která stojí na poslední kartě, je jeho vlastní adresa. Díky tomu všemu si Ed nakonec uvědomí smysl svého bytí.

## Postavy
Ed Kennedy
Ed Kennedy je ústřední postavou příběhu, je to devatenáctiletý taxikář, který žije se svým psem Portýrem skromně a sám v levné boudě v neznámém městě v Austrálii. Volný čas tráví hraním karet s nejlepšími přáteli, kterými jsou Marv, Ritchie a Audrey, do které je Ed dlouho zamilovaný. Ed má nízké sebevědomí, myslí si, že zatím v životě nic moc nedokázal na rozdíl od jeho mladšího bratra Tommyho, který je na univerzitě. Kromě mladšího bratra má Ed ještě dvě sestry. Ed zachránil celou situaci v přepadené bance.
Audrey
Je taxikářka stejně jako Ed. Je hubená, má blonďaté vlasy a podle Eda nejkrásnější úsměv na světě. Často za ním jezdí jen tak si popovídat. Má kamarády jménem Ed, Marv a Ritchie. 
Portýr
Je to sedmnáctiletý rotvajler zkřížený s německým ovčákem. Patřil Edovu otci, ale po jeho smrti si ho Ed vzal do péče. Rád polehává na teplém místě a pije kávu.
Marv a Ritchie
Edovi nejlepší přátelé. Tvoří s Edem a Audrey partu přátel, kteří chodí hrát karty a bavit se. Marv je upovídaný, Ritchie zásadně mlčenlivý.